# Martine Reid
Martine Reid, née en 1953, est professeure émérite de langue et littérature françaises à l'université de Lille. Elle est spécialiste de littérature du XIXe siècle et de George Sand, et plus généralement de l'histoire et de la place des femmes en littérature.

## Biographie
Martine Reid est diplômée de l’université Yale. Elle soutient en 1984 une thèse rédigée sous la direction de Peter Brooks et Shoshana Felman, consacrée à Stendhal et à l'écriture autobiographique. Elle enseigne pendant neuf ans dans cette université avant de rentrer en France et d'occuper un poste à l'université de Versailles - St-Quentin-en-Yvelines puis à l'université de Lille.
En mars 2020, Martine Reid publie Femmes et littérature : Une histoire culturelle. Il s'agit d'un panorama littéraire qui retrace la place les femmes dans le monde littéraire. Cette somme commence au XIIe siècle et se termine au XXIe siècle. Elle intègre les francophonies. Les premiers textes sont rédigés en langue d’oc ou en langue d’oïl. Cette histoire culturelle est le travail de dix chercheuses dirigé par Martine Reid : 
Jacqueline Cerquiglini-Toulet, Éliane Viennot,  Joan Dejean, Edwige Kehler-Rahbé, Christie McDonald, Florence de Chalonge, Delphine Naudier, Christelle Reggiani, Alison Rice.

## Télévision
Elle a collaboré à l'émission Secrets d'Histoire consacrée à  George Sand, intitulée George Sand, libre et passionnée diffusée le 2 août 2016 sur France 2.

## Publications

### Ouvrages
- Martine Reid, Stendhal en images : Stendhal, l'autobiographie et la « Vie de Henry Brulard », Paris, Droz, 1991, 210 p.
- Martine Reid, Flaubert correspondant, Paris, Sedes, 1995, 204 p. (ISBN 2-7181-1592-0)
- Martine Reid, Signer Sand : l'œuvre et le nom, Paris, Belin, 2003, 235 p. (ISBN 2-7011-3595-8) Traduit en japonais.
- Martine Reid, Des femmes en littérature, Paris, Belin, 2010, 331 p. (ISBN 978-2-7011-5566-1)
- Martine Reid, George Sand, Paris, Gallimard, 2013, 375 p. (ISBN 978-2-07-044401-4)Prix Ernest Montusès. Traduit en anglais et en chinois.
- Être Cary Grant, Paris, Gallimard, Hors-Série Connaissance, 2021.
- Félicité de Genlis. La pédagogue des Lumières, Paris, Tallandier, 2022.

### Direction éditoriale
- Littérature et genre, Paris, Honoré Champion, depuis 2011  (ISSN 2118-7878).
- XIXe siècle, Arles, Actes Sud, 1997-2000  (ISSN 1283-2340).
- Les Épistolaires, Arles, Actes Sud, 1997-2000  (ISSN 1140-3853).
- Femmes de lettres, Paris, Gallimard, Folio 2 euros, 2007-2011 [choix et édition critique de 20 textes de femmes, de Marguerite de Valois à Simone de Beauvoir].

### Direction d'ouvrages collectifs
- Boundaries : Writing and Drawing, Yale French Studies, no 84, 1994.
- Le Moyen Âge au miroir du XIXe siècle (1850-1900), avec Laura Kendrick et Francine Mora (dir.), Paris, L’Harmattan, 2003.
- George Sand, l’œuvre-vie, Paris Paris-Bibliothèques éditions, 2004.
- Repenser la Restauration, avec Jean-Yves Mollier et Jean-Claude Yon (dir.), Paris, Nouveau Monde Éditions, 2005.
- George Sand : littérature et politique, avec Michelle Riot-Sarcey (dir.), Nantes, Pleins feux, 2007.
- La correspondance de Stendhal, avec Elaine Williamson (dir.), Paris, Honoré Champion, 2007.
- Madame de Genlis, littérature et éducation, avec François Bessire (dir.), Presses universitaires de Rouen et du Havre, 2008.
- Les femmes dans la critique et l’histoire littéraire, Paris, Honoré Champion, 2011.
- Le Rouge et le Noir de Stendhal. Regards critiques, Paris, Editions Garnier, 2013.
- Le Rire de la Méduse, Regards critiques, avec Frédéric Regard, Paris, Honoré Champion, 2015.
- Anne-Marie Du Bocage (1720-1802), avec François Bessire (dir.), Presses des universités de Rouen et du Havre, 2015.
- Femmes et littérature : une histoire culturelle, Paris, Folio essais, 2020, 2 vol., 1600 p. ill. (ISBN 978-2-07-046570-5 et 978-2-07-288970-7)
- Des modèles à l'étude. L'éducation des princes au XVIIIe siècle, avec Anne-Lauré Carré, Presses universitaires de Rouen et du Havre, 2022.
- Introduction à l'œuvre de Daniel Lesueur, avec Diana Holmes, Paris, Honoré Champion, 2022.
- Genre et identités sexuées chez Colette, avec Frédéric Canovas, Presses universitaires de Rouen et du Havre, 2023.